# Płaskolepnica powłocznicowa
Płaskolepnica powłocznicowa (Colacogloea peniophorae (Bourdot & Galzin) Oberw., R. Bauer & Bandoni) – gatunek grzybów z rodziny Colacogloeaceae.

## Systematyka i nazewnictwo
Pozycja w klasyfikacji według Index Fungorum: Colacogloea, Colacogloeaceae, Incertae sedis, Incertae sedis, Microbotryomycetes, Pucciniomycotina, Basidiomycota, Fungi.
Obecną nazwę naukową nadali Franz Oberwinkler, Robert Bauer i Robert Joseph Bandoni.
Obecną polską nazwę nadał W. Wojewoda w 2003, zastępując swoją wcześniejszą nazwę "płaskolepek pasożytniczy".

## Występowanie i siedlisko
Występuje w Ameryce Północnej, Europie i Azji. Najwięcej stanowisk podano w Europie. W Polsce podano stanowiska głównie na południu kraju. Aktualne stanowiska podaje także internetowy atlas grzybów. Znajduje się na Czerwonej Liście. Rośnie w lasach i przy drogach, na owocnikach grzybów z rodzaju strzępkoskórka (Hyphoderma), na gałęziach brzozy, klona i innych drzew liściastych.